# ODESSA
ODESSA (sigla alemã de Organisation der ehemaligen SS-Angehörigen, que significa "Organização de antigos membros da SS") foi uma suposta organização nazista internacional secreta criada no final da Segunda Guerra Mundial por um grupo de oficiais da SS, com o objetivo de facilitar rotas de fuga secretas - mais tarde conhecidas como ratlines - para permitir que nazistas evitassem a captura e julgamentos por crimes de guerra e escapassem para a Argentina, o Brasil ou o Oriente Médio sob nomes falsos.
A palavra-chave "Odessa" - como é conhecida pelos Aliados - apareceu pela primeira vez em um memorando datado de 3 de julho de 1946, pela American Contra-Corps (CIC), cujo papel principal era deslocar possíveis suspeitos. A CIC descobriu a ODESSA no campo de internamento KZ Bensheim-Auerbach para os antigos membros da SS que usaram essa palavra de ordem em suas tentativas secretas de obter privilégios especiais da Cruz Vermelha, escreveu o historiador Guy Walters, mas nem os estadunidenses nem os britânicos foram capazes de verificar tais reivindicações.
A existência da organização é uma questão em disputa. Guy Walters, no seu livro Hunting Evil, alegou que era incapaz de encontrar qualquer evidência da existência da ODESSA, embora várias outras organizações, como Konsul, Scharnhorst, Sechsgestirn, Leibwache e Lustige Brüder tenham sido nomeadas, incluindo a Spinne Die ("The Spider"), tenha sido executado em parte pelo chefe commando de Hitler, Otto Skorzeny. O historiador Daniel Stahl em seu ensaio de 2011 afirmou que o consenso entre os historiadores é que a ODESSA na verdade nunca existiu.